# جون جاكوب أستور
جون جاكوب أستور (بالإنجليزية: John Jacob Astor) (ولد باسم يوهان جاكوب أستور، عاش في الفترة من17 يوليو 1763 وحتى 29 مارس 1848) كان قطبًا من أقطاب الأعمال وتاجرًا ومستثمرًا أمريكيًا من أصل ألماني. ويعتبر أول عضو بارز في عائلة أستور، وأول مليونير فائق الثروة في الولايات المتحدة. وهو منشئ أول اتحاد احتكاري في أمريكا.
هاجر إلى الولايات المتحدة عقب حرب الاستقلال الأمريكية وبنى هناك أكبر إمبراطورية في تجارة الفراء، والتي امتدت إلى البحيرات العظمى ودولة كندا، ثم توسع بعد ذلك ليغزو بتجارته الغرب الأمريكي وساحل المحيط الهادئ. كما تورط في تهريب الأفيون. واتجه في أوائل القرن التاسع عشر إلى الاستثمار العقاري بشتى أنواعه في مدينة نيويورك، ثم اكتسب بعد ذلك شهرةً واسعة كراعي للفنون الجميلة.

## روابط خارجية
- جون جاكوب أستور على موقع الموسوعة البريطانية (الإنجليزية)
- جون جاكوب أستور على موقع إن إن دي بي (الإنجليزية)

## كتابات أخرى
- Ebeling, Herbert C. (1998). Johann Jakob Astor zum 150. Todestag. Walldorf: Astor-Stiftung.
- Ebeling, Herbert C. (1998). Johann Jakob Astor - Ein Lebensbild. Walldorf: Astor-Stiftung ISBN 3-00-003749-7.
- Ebeling, Herbert C. (2004). W. O. Horn: Johann Jacob Astor - Ein Lebensbild aus dem Volke, für das Volk und seine Jugend. Walldorf: Astor-Stiftung ISBN 3-00-014021-2.
- Smith، Arthur Douglas Howden (1929). John Jacob Astor, Landlord Of New York. Philadelphia and London: J.B. Lippincott.